# Dyskografia Arasha
Dyskografia Arasha – irańsko–szwedzkiego piosenkarza i producenta muzycznego – obejmuje trzy albumy studyjne, album remiksowy, dwie kompilacje, dwadzieścia trzy single, dwa single z gościnnym udziałem, dwadzieścia sześć teledysków i pięć teledysków z udziałem gościnnym.
Debiutancki album studyjny Arasha – Arash – został wydany 1 lutego 2005 roku, osiągnął status trzykrotnej platynowej płyty w Rosji, gdzie sprzedano ponad 60 000 egzemplarzy. Album osiągnął także status złotej płyty w Niemczech, Grecji i Słowacji. Debiutancki singel „Boro Boro” z albumu osiągnął status złotej płyty w Szwecji. Drugi i trzeci singel był notowany najwyżej na drugim miejscu w Szwecji. „Tike Tike Kardi” był także notowany w Danii, a „Temptation” wykonany z gościnnym udziałem Rebekki w Finlandii, Niemczech i Szwajcarii. Czwarty singel z albumu „Arash” był notowany w Finlandii, a także był notowany w Szwecji, Norwegii i Niemczech.
W 2006 roku wydano album remiksowy – Crossfade (The Remix Album), który dotarł do 24. miejsca notowania w Polsce.
W 2008 roku został wydany drugi studyjny album Donya, który był notowany w Szwecji i Polsce (pokrył się złotem). Pierwszy singel z albumu „Chori Chori” przy gościnnym udziale Aneeli osiągnął piąte miejsce w Finlandii, był także notowany w Niemczech i Szwajcarii. Trzeci singel z albumu „Suddenly” z gościnnym udziałem Rebekki był notowany w Szwecji na miejscu ósmym. Kolejny singel „Pure Love” z gościnnym udziałem Heleny był notowany w Finlandii. Piąty singel „Always”, który został nagrany na Konkurs Piosenki Eurowizji w 2009 i dotarł do trzeciego miejsca. Był notowany na trzeciej pozycji w Szwecji, a także był notowany w Niemczech, Szwajcarii i Wielkiej Brytanii.
W 2012 roku została wydana jedyna kompilacja Arasha – Arash: The Album.
W 2012 roku został wydany piętnasty singel Arasha „She Makes Me Go”, z gościnnym udziałem Seana Paula, który osiągnął status złotej płyty w Niemczech (w 2013 roku sprzedano 150 000 egzemplarzy) i Szwajcarii (w 2013 roku sprzedano 15 000 egzemplarzy). We Francji w 2013 roku sprzedano 30 000 egzemplarzy singla.
W 2014 roku został wydany trzeci studyjny album Arasha Superman.

## Albumy studyjne
| Rok                         | Dane dot. albumu                                                                                                 | Najwyższe pozycje na listach | Najwyższe pozycje na listach | Najwyższe pozycje na listach | Najwyższe pozycje na listach | Certyfikat                                              | Sprzedaż       |
| Rok                         | Dane dot. albumu                                                                                                 | SWE                          | CHE                          | HUN                          | POL                          | Certyfikat                                              | Sprzedaż       |
| --------------------------- | --- | ---------------------------- | ---------------------------- | ---------------------------- | ---------------------------- | ------------------------------------------------------- | -------------- |
| 2005                        | Arash - Wydany: 1 lutego 2005 - Wytwórnia: Warner Music Sweden - Format: CD, digital download                    | 17                           | 36                           | 6                            | –                            | - RUS: 3×platyna - DEU: złoto - GRC: złoto - SVK: złoto | - RUS: 60 000+ |
| 2008                        | Donya - Wydany: 1 stycznia 2008 - Wytwórnia: Warner Music Sweden, Extensive Music - Format: CD, digital download | 48                           | –                            | –                            | 23                           | - POL: złoto                                            |                |
| 2014                        | Superman - Wydany: 4 listopada 2014 - Wytwórnia: Broma 16 - Format: CD, digital download                         | –                            | –                            | –                            | –                            |                                                         |                |
| „–” album nie był notowany. | |                              |                              |                              |                              |                                                         |                |

## Albumy remiksowe
| Rok  | Dane. dot. albumu | Najwyższe pozycje na listach |
| Rok  | Dane. dot. albumu | POL                          |
| ---- | --- | ---------------------------- |
| 2006 | Crossfade (The Remix Album) - Wydany: 1 kwietnia 2006 - Wytwórnia: Warner Music Sweden - Format: CD, digital download | 24                           |

## Kompilacje
| Rok  | Dane. dot. albumu                                                                                 |
| ---- | ------------------------------------------------------------------------------------------------- |
| 2012 | Arash: The Album - Wydany: 28 sierpnia 2012 - Wytwórnia: WEA Japan - Format: CD, digital download |
| 2013 | Broken Angel. New and the Best - Wytwórnia: Artur Music - Format: CD                              |

## Single
| Rok                          | Tytuł                                            | Najwyższe pozycje na listach | Najwyższe pozycje na listach | Najwyższe pozycje na listach | Najwyższe pozycje na listach | Najwyższe pozycje na listach | Najwyższe pozycje na listach | Najwyższe pozycje na listach | Najwyższe pozycje na listach | Najwyższe pozycje na listach | Najwyższe pozycje na listach | Najwyższe pozycje na listach | Certyfikat   | Sprzedaż                  | Album                                      |
| Rok                          | Tytuł                                            | SWE                          | FIN                          | NOR                          | DNK                          | DEU                          | AUT                          | CHE                          | FRA                          | BEL (WAL)                    | GBR                          | HUN                          | Certyfikat   | Sprzedaż                  | Album                                      |
| ---------------------------- | ------------------------------------------------ | ---------------------------- | ---------------------------- | ---------------------------- | ---------------------------- | ---------------------------- | ---------------------------- | ---------------------------- | ---------------------------- | ---------------------------- | ---------------------------- | ---------------------------- | ------------ | ------------------------- | ------------------------------------------ |
| 2004                         | „Boro Boro”                                      | 1                            | 12                           | –                            | –                            | 11                           | 22                           | 8                            | –                            | –                            | –                            | 3                            | - SWE: złoto |                           | Arash                                      |
| 2005                         | „Tike Tike Kardi”                                | 2                            | –                            | –                            | 19                           | –                            | –                            | –                            | –                            | –                            | –                            | –                            |              |                           | Arash                                      |
| 2005                         | „Temptation” (feat. Rebecca)                     | 2                            | 15                           | –                            | –                            | 29                           | –                            | 42                           | –                            | –                            | –                            | 5                            |              |                           | Arash                                      |
| 2006                         | „Arash” (feat. Helena)                           | 20                           | 8                            | –                            | –                            | 64                           | –                            | –                            | –                            | –                            | –                            | –                            |              |                           | Arash                                      |
| 2006                         | „Chori Chori” (feat. Aneela)                     | –                            | 5                            | –                            | –                            | 47                           | –                            | 82                           | –                            | –                            | –                            | –                            | Donya        |                           |                                            |
| 2008                         | „Donya” (feat. Shaggy)                           | –                            | –                            | –                            | –                            | –                            | –                            | –                            | –                            | –                            | –                            | –                            | Donya        |                           |                                            |
| 2008                         | „Suddenly” (feat. Rebecca)                       | 8                            | –                            | –                            | –                            | –                            | –                            | –                            | –                            | –                            | –                            | –                            | Donya        |                           |                                            |
| 2008                         | „Pure Love” (feat. Helena)                       | –                            | 19                           | –                            | –                            | –                            | –                            | –                            | –                            | –                            | –                            | –                            | Donya        |                           |                                            |
| 2009                         | „Always” (feat. AySel)                           | 3                            | –                            | 18                           | –                            | 96                           | –                            | 98                           | –                            | –                            | 137                          | –                            | Donya        |                           |                                            |
| 2009                         | „Près de toi” (feat. Najim & Rebecca)            | –                            | –                            | –                            | –                            | –                            | –                            | –                            | –                            | –                            | –                            | –                            | –            |                           |                                            |
| 2009                         | „Kandi” (feat. Lumidee)                          | –                            | –                            | –                            | –                            | –                            | –                            | –                            | –                            | –                            | –                            | –                            | Donya        |                           |                                            |
| 2010                         | „Dasa Bala” (feat. Timbuktu & Yag)               | –                            | –                            | –                            | –                            | –                            | –                            | –                            | –                            | –                            | –                            | –                            | Donya        |                           |                                            |
| 2010                         | „Broken Angel” (feat. Helena)                    | –                            | –                            | –                            | –                            | –                            | –                            | –                            | –                            | –                            | –                            | –                            | Superman     |                           |                                            |
| 2010                         | „Glorious”                                       | –                            | –                            | –                            | –                            | –                            | –                            | –                            | –                            | –                            | –                            | –                            | –            |                           |                                            |
| 2012                         | „Melody”                                         | –                            | –                            | –                            | –                            | –                            | –                            | –                            | –                            | –                            | –                            | –                            | Superman     |                           |                                            |
| 2012                         | „She Makes Me Go” (feat. Sean Paul)              | 55                           | 11                           | –                            | –                            | 5                            | 8                            | 13                           | 16                           | 24                           | –                            | –                            | Superman     | - DEU: złoto - CHE: złoto | - DEU: 150 000 - FRA: 30 000 - CHE: 15 000 |
| 2014                         | „One Day” (feat. Helena)                         | –                            | –                            | –                            | –                            | –                            | –                            | –                            | –                            | –                            | –                            | –                            | Superman     | - RUS: 5×platyna          |                                            |
| 2014                         | „Sex Love Rock n Roll (SLR)” (feat. T-Pain)      | –                            | –                            | –                            | –                            | 52                           | 68                           | –                            | –                            | –                            | –                            | –                            | Superman     |                           |                                            |
| 2016                         | „OMG” (feat. Snoop Dogg)                         | –                            | –                            | –                            | –                            | –                            | –                            | –                            | –                            | –                            | –                            | –                            | –            |                           |                                            |
| 2017                         | „Se Fue” (feat. Mohombi)                         | –                            | –                            | –                            | –                            | –                            | –                            | –                            | –                            | –                            | –                            | –                            | –            |                           |                                            |
| 2017                         | „Esmet ChiChie”                                  | –                            | –                            | –                            | –                            | –                            | –                            | –                            | –                            | –                            | –                            | –                            | –            |                           |                                            |
| 2018                         | „Dooset Daram” (feat. Helena)                    | –                            | –                            | –                            | –                            | –                            | –                            | –                            | –                            | –                            | –                            | –                            | –            |                           |                                            |
| 2018                         | „Goalie Goalie” (feat. Nyusha, Pitbull & Blanco) | –                            | –                            | –                            | –                            | –                            | –                            | –                            | –                            | –                            | –                            | –                            | –            |                           |                                            |
| „–” singel nie był notowany. |                                                  |                              |                              |                              |                              |                              |                              |                              |                              |                              |                              |                              |              |                           |                                            |

### Z gościnnym udziałem
| Rok                          | Tytuł                                | Najwyższe pozycje na listach | Album                |
| Rok                          | Tytuł                                | DNK                          | Album                |
| ---------------------------- | ------------------------------------ | ---------------------------- | -------------------- |
| 2005                         | „Music Is My Language” (DJ Aligator) | 11                           | Music Is My Language |
| 2014                         | „Doga Doga” (Medina)                 | –                            | Haffla avenyn        |
| „–” singel nie był notowany. |                                      |                              |                      |

## Pozostałe utwory
| Rok  | Tytuł                                   | Uwagi                                |
| ---- | --------------------------------------- | ------------------------------------ |
| –    | „Matmatah”                              |                                      |
| 2005 | „Man O To” (& Lucia)                    | Wydany na albumie Púšť               |
| 2005 | „Wostocznyje skazki” (& Blestiaszczije) | Wydany na albumie Wostocznyje skazki |

### Z gościnnym udziałem
| Rok  | Tytuł                          | Uwagi                    |
| ---- | ------------------------------ | ------------------------ |
| 2008 | „Na moria” (Anna Siemienowicz) | Wydany na albumie Słuchi |

## Współpraca muzyczna
| Rok  | Tytuł                           | Artysta          | Album       | Rola                                                |
| ---- | ------------------------------- | ---------------- | ----------- | --------------------------------------------------- |
| 2003 | „Touch Me” (feat. Samantha Fox) | Günther          | Pleasureman | Produkcja, miksowanie                               |
| 2003 | „Crazy & Wild”                  | Günther          | Pleasureman | Produkcja, tekst                                    |
| 2004 | „One Night Stand”               | Günther          | Pleasureman | Produkcja, tekst                                    |
| 2004 | „Bombay Dreams”                 | Aneela & Rebecca | Mahi        | Produkcja, miksowanie, organizacja, nagranie, tekst |
| 2005 | „Jaande”                        | Aneela           | Mahi        | Produkcja, tekst                                    |
| 2005 | „Vidi se”                       | Mile Kitić       | Šampanjac   | Muzyka                                              |
| 2006 | „Jo hum chup hain”              | Aneela           | Mahi        | Produkcja, tekst                                    |
| 2006 | „Akh naal akh”                  | Aneela           | Mahi        | Tekst                                               |
| 2007 | „Can’t U See”                   | Blero            | –           | Produkcja, tekst                                    |
| 2007 | „Megamiks 2007”                 | –                | –           | Muzyka                                              |
| 2010 | „Allt jag vill ha”              | Josefine Ridell  | –           | Tekst, muzyka                                       |
| 2015 | „Love Me Love Me”               | Sara Sukurani    | –           | Tekst                                               |

## Teledyski
| Rok  | Tytuł                        | Reżyser             |
| ---- | ---------------------------- | ------------------- |
| 2004 | „Boro Boro”                  | Alec Cartio         |
| 2005 | „Tike Tike Kardi”            | Alec Cartio         |
| 2005 | „Arash”                      | –                   |
| 2005 | „Temptation”                 | Fredrik Boklund     |
| 2006 | „Iran Iran”                  | –                   |
| 2006 | „Chori Chori”                | Fredrik Callinggard |
| 2008 | „Donya”                      | Fredrik Callinggard |
| 2008 | „Suddenly”                   | Michel Miglis       |
| 2008 | „Pure Love”                  | Michel Miglis       |
| 2009 | „Always”                     | –                   |
| 2009 | „Près de toi”                | –                   |
| 2009 | „Kandi”                      | Michel              |
| 2010 | „Dasa Bala”                  | Fred                |
| 2010 | „Broken Angel”               | Fred                |
| 2011 | „Melody”                     | –                   |
| 2012 | „She Makes Me Go”            | Fredrik Boklund     |
| 2014 | „One Day”                    | Fred                |
| 2014 | „Iran Iran 2014”             | SuperPablo          |
| 2014 | „Sex Love Rock n Roll (SLR)” | Fred                |
| 2015 | „Tekoon Bede”                | Fred                |
| 2016 | „Ba Man Soot Bezan”          | –                   |
| 2016 | „OMG”                        | Fred                |
| 2017 | „Se Fue”                     | Lex Luthor, Fred    |
| 2017 | „Esmet ChiChie”              | Fred                |
| 2018 | „Dooset Daram”               | –                   |
| 2018 | „Goalie Goalie”              | Fred                |

### Z gościnnym udziałem
| Rok  | Tytuł                  | Artysta           | Reżyser     |
| ---- | ---------------------- | ----------------- | ----------- |
| 2005 | „Temptation”           | Rebecca           | Alec Cartio |
| 2005 | „Wostocznyje skazki”   | Blestiaszczije    | –           |
| –    | „Na moria”             | Anna Siemienowicz | –           |
| –    | „Music Is My Language” | DJ Aligator       | –           |
| 2010 | „Allt jag vill ha”     | Josefine Ridell   | –           |